# Blockbuster (serie de televisión)
Blockbuster es una serie de televisión estadounidense de comedia en el lugar de trabajo creada por Vanessa Ramos, está basada en la marca Blockbuster. La serie está ambientada en el último Blockbuster Video y explora qué se necesita y quién se necesita para que una pequeña empresa tenga éxito. La serie se estrena en Netflix y estará protagonizada por Randall Park como Timmy, el gerente de la tienda Blockbuster Video.
Es la segunda vez que Netflix usa la marca Blockbuster, primero con la película documental The Last Blockbuster.
La serie fue estrenada el 3 de noviembre de 2022 en Netflix, siendo cancelada después de solo una temporada.

## Reparto y personajes

### Principal
- Randall Park como Timmy, el gerente de la última tienda de videos Blockbuster, que es un soñador y amante de las películas.[2][3]
- Melissa Fumero como Eliza.[4]
- Tyler Álvarez como Carlos.[5]
- Madeleine Arthur como Hannah.[5]
- Olga Merediz como Connie.[5]

### Periódico
J. B. Smoove como Percy.
Kamaia Fairburn como Kayla.

### Invitado
Ashley Alexander como Mila.
Robyn Bradley como Miranda.

## Producción

### Desarrollo
Originalmente, la serie se presentó a los ejecutivos de NBC, sin embargo, no estaban interesados en dar luz verde a la serie. Universal Televisión comenzó a comprar la serie a otras redes y finalmente obtuvo la aprobación de Netflix, quien eligió a Randall Park para el papel principal.
Netflix anunció oficialmente la serie el 17 de noviembre de 2021. La serie fue creada por Vanessa Ramos, quien trabajó anteriormente en programas como Superstore y Brooklyn Nine-Nine. Junto con el anuncio de la serie, se confirmó que la serie será producida por Davis Entertainment y Universal Televisión. También se anunció que David Caspe y Jackie Clarke se desempeñarían como escritores de la serie, y John Davis se desempeñaría como productor ejecutivo bajo Davis Entertainment. Clarke, Caspe, John Fox y Ramos actuarán como productores ejecutivos con Bridger Winegar y Robert Petrovic como coproductores ejecutivos. En febrero de 2022, Deadline Hollywood informó que Payman Benz dirigiría cuatro episodios de la serie, incluido el piloto. Benz también se desempeñará como productor ejecutivo de esos cuatro episodios. Además, Aleysa Young y Katie Locke O'Brien actuarán como directoras en la primera temporada además de Benz. Rick Page se desempeña como director de fotografía de la serie.
Se lanzó un primer vistazo a la serie el 5 de mayo de 2022 durante el festival Netflix Is A Joke, el primer vistazo incluyó una mirada al estilo de la serie, así como una promoción con los personajes de Fumero y Park.

### Casting
Con el anuncio de la serie en noviembre de 2021, Randall Park se unió al elenco como un personaje llamado Timmy, quien se describe como un soñador y amante de las películas, según Deadline Hollywood. En febrero de 2022, Melissa Fumero fue elegida como un personaje llamado Eliza, que se describe como una madre cuyo matrimonio con su novia de la escuela secundaria está en peligro, según Hollywood Reporter. En marzo de 2022, Tyler Alvarez, Madeleine Arthur y Olga Merediz fueron anunciados como regulares de la serie interpretando a Carlos, Hannah y Connie respectivamente. Además, J. B. Smoove interpretó al mejor amigo de Timmy, Percy, y Kamaia Fairburn interpretó a la hija de Percy, y ambos aparecieron como estrellas invitadas recurrentes. En mayo de 2022, se informó que Ashley Alexander y Robyn Bradley aparecerán en papeles de estrella invitada como Mila y Miranda respectivamente.En mayo de 2022, se informó que Ashley Alexander y Robyn Bradley aparecerán como estrellas invitadas como Mila y Miranda respectivamente.

### Rodaje
La producción de la primera temporada comenzó el 28 de febrero de 2022. La filmación comenzó en Vancouver, Canadá, en abril de 2022 y se espera que la filmación concluya el 2 de mayo. Sin embargo, Fumero confirmó que la serie "casi" había terminado la producción el 2 de mayo con una historia de Instagram. El rodaje de la primera temporada concluyó el 4 de mayo de 2022.